# John Treadgold
John David Treadgold, LVO (30 de dezembro de 1931 - 15 de fevereiro de 2015) foi um padre anglicano.
Ele nasceu em 30 de dezembro de 1931 e foi educado na Universidade de Nottingham; foi ordenado após um período de estudos no Wells Theological College em 1960. Ele foi vigário Choral em Southwell Minster e, em seguida, em Wollaton e na Igreja de São Cuthbert, Darlington.  Um cónego na Capela de São Jorge, Castelo de Windsor, ele tornou-se Reitor de Chichester em 1989, aposentando-se em 2001. Uma gárgula esculpida na Catedral de Chichester foi inspirada no seu rosto.
Ele morreu em 15 de fevereiro de 2015.